# Icon of Coil
Icon of Coil — futurepop проект норвежского музыканта Энди Ла Плагуа.

## История
Группа появилась на свет, как сольный проект Andy LaPlegua в 1997 году, к которому примкнул экс-член группы Sector 9 (теперь Moonitor и Zombie Girl) Sebastian Komor для выступлений вживую. С релизом первого сингла группы Shallow Nation, Komor стал постоянным членом группы. В 2000 году Christian Lund стал третьим участником команды, первоначально для livешоу. Год спустя выходит полноценный альбом Serenity Is the Devil, который добрался до первого места в Deutsche Alternative Charts. В этом же году Lund остаётся в группе на постоянной основе. В 2004 году выходит следующий альбом группы Icon of Coil Machines Are Us.

## Дискография

### EP
- Shallow Nation (MCD) (2000)
- Seren EP (2001)
- Access and Amplify (MCD) (2002)
- Android (MCD) (2003)

### LP
- Serenity Is the Devil (2000)
- The Soul Is In The Software (2002)
- Machines Are Us (2004)
- Machines Are Us (2CD) Limited edition (2004)
- Uploaded & Remixed / Shelter (2CD) Limited edition (2004)
- I-II-III (2006)